# Sarasinica
Sarasinica is een geslacht van hooiwagens uit de familie Epedanidae.
De wetenschappelijke naam Sarasinica is voor het eerst geldig gepubliceerd door Strand in 1914. 

## Soorten
Sarasinica omvat de volgende 4 soorten:
- Sarasinica atra
- Sarasinica femoralis
- Sarasinica henrikseni
- Sarasinica tricommata